# ناحیه گیلمور، شهرستان بنزی، میشیگان
ناحیه گیلمور (به انگلیسی: Gilmore Township) یک منطقهٔ مسکونی در ایالات متحده آمریکا است که در شهرستان بنزی واقع شده‌است.
 ناحیه گیلمور ۱۹٫۴ کیلومتر مربع مساحت و ۸۲۱ نفر جمعیت دارد و ۱۷۸ متر بالاتر از سطح دریا واقع شده‌است.